# Ко, Филипп
Фили́пп Ко (фр. Philippe Caux; род. 25 октября 1973, Шамони-Мон-Блан) — французский кёрлингист.
Участник зимних Олимпийских игр 2002 года, где мужская команда Франции заняла десятое место.

## Достижения
- Чемпионат мира по кёрлингу среди юниоров: серебро (1992), бронза (1993).

## Команды
| Сезон   | Четвёртый         | Третий         | Второй           | Первый          | Запасной                                                         | Турниры                              |
| ------- | ----------------- | -------------- | ---------------- | --------------- | ---------------------------------------------------------------- | ------------------------------------ |
| 1990—91 | Жан Анри Дюкро    | Спенсер Мюнье  | Sylvain Ducroz   | Тома Дюфур      | Филипп Ко                                                        | ЧМЮ 1991 (9 место)                   |
| 1991—92 | Жан Анри Дюкро    | Спенсер Мюнье  | Sylvain Ducroz   | Тома Дюфур      | Филипп Ко                                                        | ЧМЮ 1992                             |
| 1992—93 | Спенсер Мюнье     | Тома Дюфур     | Sylvain Ducroz   | Филипп Ко       | Сирил Прюне                                                      | ЧМЮ 1993                             |
| 1993—94 | Спенсер Мюнье     | Тома Дюфур     | Sylvain Ducroz   | Филипп Ко       | Сирил Прюне                                                      | ЧМЮ 1994 (7 место)                   |
| 1994—95 | Сирил Прюне       | Эрик Лаффен    | Vincent Lefebvre | Mathias Guenoun | Филипп Ко                                                        | ЧМЮ 1995 (10 место)                  |
| 2000—01 | Доминик Дюпон-Рок | Жан Анри Дюкро | Тома Дюфур       | Спенсер Мюнье   | Филипп Ко тренер: Бруно-Дени Дюбуа                               | ЧЕ 2000 (7 место) ЧМ 2001 (6 место)  |
| 2001—02 | Доминик Дюпон-Рок | Жан Анри Дюкро | Тома Дюфур       | Спенсер Мюнье   | Филипп Ко                                                        | ЗОИ 2002 (10 место)                  |
| 2002—03 | Доминик Дюпон-Рок | Жан Анри Дюкро | Спенсер Мюнье    | Филипп Ко       | Жюльен Шарле                                                     | ЧЕ 2002 (9 место)                    |
| 2003—04 | Тома Дюфур        | Филипп Ко      | Лионель Ру       | Тони Анжибу     | Жюльен Шарле тренеры: Эрве Пуаро (ЧЕ, ЧМ), Бруно-Дени Дюбуа (ЧЕ) | ЧЕ 2003 (7 место) ЧМ 2004 (10 место) |
| 2005—06 | Тома Дюфур        | Филипп Ко      | Тони Анжибу      | Ришар Дюкро     | Жан Анри Дюкро тренер: Эрве Пуаро                                | ЧЕ 2005 (11 место)                   |

(скипы выделены полужирным шрифтом)